# Formebolone
Il formebolone (conosciuto anche come formildienolone) è un derivato del testosterone, sintetizzato e studiato per ottenere un composto dotato di una estrogenicità inferiore rispetto a testosterone stesso. È uno steroide anabolizzante.
Il suo utilizzo in molti paesi è sottoposto a controllo e potrebbe determinare violazione di norme di legge. In Italia formebolone fu posto in vendita dalla società farmaceutica LPB Italia, sia nella forma farmaceutica di compresse che in soluzione iniettabile, con il nome commerciale di Esiclene. Attualmente in questo paese l'utilizzo di steroidi anabolizzanti è regolamentato dalla legge in materia antidoping numero 376 del 14 dicembre 2000.

## Farmacodinamica
L'azione anabolica del composto è legata alla sua capacità di stimolazione della sintesi delle proteine e di utilizzo degli aminoacidi: lo steroide forma nel citoplasma un complesso con un recettore proteico, che agisce a livello dei cromosomi stimolando la sintesi di RNA e di proteine. Nel contempo inibisce il catabolismo proteico indotto dai corticosteroidi.
Grazie ai suoi effetti anabolizzanti, si determina ritenzione di azoto, sodio, potassio, cloro, fosforo e zolfo. Anche il calcio viene ritenuto con maggiore efficacia, si assiste infatti ad una riduzione delle concentrazioni di calcio urinario. A livello osseo si ha un incremento della fissazione di questo elemento chimico.
La ritenzione di tutti questi sali normalmente comporta ritenzione idrica, con conseguente aumento ponderale, e aumento della crescita ossea.

Il composto, come altri androgeni, stimola la produzione di eritrociti, apparentemente incrementando la produzione di eritropoietina. Inibisce inoltre il rilascio di testosterone endogeno attraverso l'inibizione della secrezione di ormone luteinizzante (LH) da parte dell'ipofisi. Ad alte dosi può sopprimere la spermatogenesi.
L'uso del farmaco come anabolizzante è stato abbandonato a causa dei gravi effetti collaterali, in molti casi dipendenti dalle dosi e dalla durata del trattamento.

## Farmacocinetica
Il formebolone dopo somministrazione per via orale è rapidamente assorbito dal tratto gastrointestinale. Il picco di concentrazione plasmatica viene raggiunto entro 1-2 ore. Il farmaco viene metabolizzato a livello della ghiandola epatica ma la presenza nella molecola di un alchile in posizione 17a ne ritarda l'inattivazione. Il composto viene eliminato dall'organismo attraverso un processo di escrezione nelle urine.

## Tossicologia
I valori della DL50, nel ratto e nel topo, sono rispettivamente pari a 104 e 187 mg/kg peso corporeo (quando somministrato per via intraperitoneale); 270 e 293 mg/kg per via sottocutanea e superiori a 1000 mg/kg per via orale.

Studi su animali hanno dimostrato la embriotossicità, fetotossicità, infertilità, e virilizzazione della prole femminile.

## Usi clinici
Originariamente il farmaco venne utilizzato per trattare i bambini con deficit di crescita. L'aumentata fissazione di calcio nell'osso ne aveva determinato anche l'utilizzazione come coadiuvante nel trattamento della osteoporosi senile e post-menopausale.

### Utilizzo off-label
Per via intramuscolare è comunemente usato nelle palestre specializzate in bodybuilding per provocare una temporanea crescita localizzata di alcuni gruppi muscolari. Questo fenomeno è dovuto ad una risposta infiammatoria locale che causa un accumulo di fluido linfatico nel muscolo sottoposto al trattamento, esaltandone e migliorandone dimensioni, definizione e densità. La risposta infiammatoria risulta comunque molto irritante e dolorosa. Gli effetti del composto diminuiscono già a distanza di 24 ore dall'iniezione e scompaiono completamente entro 4-5 giorni.

## Dosi terapeutiche
Nel soggetto adulto il formebolone è somministrato alle dosi di 5–10 mg al giorno per via orale o per via intramuscolare.

## Effetti collaterali
La somministrazione di steroidi anabolizzanti può produrre nella donna effetti di tipo androgeno, quali irsutismo, calvizie, abbassamento del tono della voce, irregolarità mestruali, modificazioni della libido, acne. Nell'uomo si possono osservare, occasionalmente, inibizione della funzione testicolare, impotenza, ginecomastia, irritabilità della vescica. Si possono manifestare effetti di tipo gastrico quali nausea, vomito, diarrea. In soggetti trattati per lunghi periodi sono state riscontrate alterazioni della funzione epatica sino ad arrivare ad epatite colestatica, peliosi epatica e tumori epatocellulari. La somministrazione di formebolone può portare anche a cefalea, ansietà, depressione mentale, soppressione dei fattori di coagulazione II, V, VI, e X.

## Controindicazioni
Il farmaco è controindicato nei soggetti con ipersensibilità individuale nota al principio attivo e nelle donne in stato di gravidanza per i possibili danni fetali, tra cui il rischio di virilizzazione. 
È inoltre controindicato nei soggetti affetti da insufficienza cardiaca, insufficienza renale ed epatica.
Non deve essere assunto da maschi con carcinoma della mammella o con carcinoma della prostata conosciuto o semplicemente sospetto.
Il farmaco deve essere somministrato con cautela nell'età prepuberale in quanto si può realizzare una saldatura precoce delle epifisi con conseguente arresto della crescita.

## Interazioni
- Anticoagulanti orali (warfarin, acenocumarolo): la co-somministrazione di formebolone può potenziare l'azione dell'anticoagulante.
- Insulina e farmaci ipoglicemizzanti (clorpropamide, glibenclamide, metformina ed altri): la contemporanea assunzione di formebolone nei soggetti diabetici in trattamento insulinico o con ipoglicemizzanti orali può rendere necessario un adattamento posologico di queste sostanze.